# شهرستان چروکی (آلاباما)
شهرستان چروکی، آلاباما (به انگلیسی: Cherokee County, Alabama) شهرستانی در ایالات متحده آمریکا است که در آلاباما واقع شده‌است.

## خصوصیات
شهرستان چروکی ۱٬۵۵۴٫۰ کیلومترمربع مساحت دارد.